# Icon Health & Fitness
Icon Health & Fitness, Inc. (anche detta ICON Health & Fitness) è un produttore e rivenditore di attrezzature sportive con sede a Logan, Utah, Stati Uniti.

## Profilo aziendale
Icon Health and Fitness è il più grande produttore mondiale di attrezzature sportive. La società privata impiega circa 2500 persone su 9 siti, tra cui sono presenti stabilimenti in Cina, Europa, Nord e Sud America. L'azienda produce tapis roulant, trainer ellittici, cyclette, attrezzature per il sollevamento pesi e panche ed anche attrezzi per lo yoga e il Pilates. ICON è certificata ISO 9000, e detiene circa 200 brevetti.

## Marchi
Grandi marchi Icon includono ProForm, Weslo, Weider, Altra Zero Drop Footwear, HealthRider, NordicTrack e FreeMotion Fitness. Altri marchi comprendono Gold's Gym, Image e iFit.

## Storia
Nel 1977 gli studenti dell'Università dello stato dello Utah, Scott Watterson e Gary E. Stevenson, fondarono la Weslo Inc, una società che importava cucine e stoviglie asiatiche, oltre a prodotti in marmo. Nel 1979, Weslo incominciò a vendere stufe a legna sotto il marchio Fire King. Negli anni ‘80, iniziarono a produrre trampolini, e in seguito, sotto il marchio ProForm Fitness Products, fabbricarono anche tapis roulant, cyclette, vogatori e attrezzi per la ginnastica da casa.
Nel 1988 Weider Health and Fitness acquisì Weslo e ProForm e nel 1990 li trasferì nel nuovo quartier generale di Logan di 28.000 m2.
Nel 1994, Weider vendette ProForm, Weslo e Weider Care alla IHF Capital Inc,, un gruppo guidato dalla Bain Capital di Mitt Romney, in un affare pari a 450 milioni di dollari. Le società furono rinominate Icon Health and Fitness, Inc.
Icon acquisì la HealthRider nel 1996, la NordicTrack nel 1999 e la FreeMotion Fitness, Inc nel 2001.